# Princípio da ofensividade
O princípio da ofensividade (nullum crimen sine iniuria) é um princípio do Direito Penal, que diz que só são passíveis de punição por parte do Estado as condutas que lesionem ou coloquem em perigo um bem jurídico penalmente tutelado.
A noção contemporânea de ofensividade em Direito Penal, elaborada sobretudo pela doutrina italiana e acompanhada por autores de Portugal e do Brasil, implica dois níveis distintos de valoração. No primeiro nível avalia-se a existência de um bem jurídico-penal como objeto de proteção da norma. Por seu turno, no segundo nível, verificar-se-á a existência de ofensividade, na forma resultado jurídico da relação entre a conduta prevista no tipo penal e o objeto protegido pela norma.
Apesar de por vezes denominado de “princípio da lesividade” nos países hispanofalantes, tal entendimento não deve ser seguido, uma vez que para fins penais a ofensa não abarca somente a lesão a um bem jurídico, mas também as formas de perigo (probabilidade de lesão), seja ele concreto ou abstrato. Houve autores que defenderam que os crimes de perigo abstrato seriam inconstitucionais, mas tal entendimento foi objeto de críticas e majoritariamente rejeitado.

Os principais autores lusófonos que tratam do tema são José de Faria Costa, em Portugal, e Fabio D’Avila, no Brasil.